# 龍運巴士E33線
龍運巴士E33線是香港一條來往屯門市中心及機場（地面運輸中心）的巴士路線，途經安定邨／友愛邨、兆麟苑、豐景園、龍門居、蝴蝶灣、屯門赤鱲角隧道、東涌市中心及機場後勤區等，為行車距離最短的北大嶼山對外巴士路線。
龍運巴士E33P線是E33的輔助線，來往兆康站及機場（地面運輸中心），途經富泰邨、兆康苑、良景邨／田景邨、山景邨、屯門泳池、蝴蝶灣、屯門赤鱲角隧道、東涌市中心及機場後勤區，只於部份時間提供服務。

## 歷史
在青嶼幹線通車前，屯門居民如要前往大嶼山，便需要乘搭輕鐵或九鐵巴士到屯門碼頭轉乘渡輪前往中環碼頭再轉乘渡輪前往，或乘搭九巴地鐵接駁路線到荃灣及葵涌的地鐵站轉乘地鐵前往中環，然後前往中環碼頭再轉乘渡輪前往。上述方法不但浪費時間，車費又相當昂貴。運輸署公佈首批機場巴士路線，本線是其中一條。
- 1998年5月26日：本線開辦，初期是以赤鱲角（赤鱲角南路）為總站。
- 1998年6月22日：配合新機場後勤區啟用而改以機場地面運輸中心為總站，來回程途經暢達路（富豪機場酒店）。
- 1998年7月11日：由機場開出後直接駛往機場路前往國泰城，不經暢達路（富豪機場酒店）。
- 1998年7月18日：往機場方向改為駛上暢航路（客運大樓離境大堂），不經暢達路（富豪機場酒店）。
- 2008年6月8日：龍運巴士調整票價，全程收費由$13.0加至$13.6。
- 2008年11月29日：E33P線開辦，取代A33線大部分的服務，並加停彩暉花園及嶺南大學。E33P開辦的原因是因為A33本身只前往機場客運大樓一帶，往來東涌及後勤區的乘客需要轉車，加上收費昂貴，居民一直要求有直達後勤區的巴士服務。在屯門區議會大力爭取下，運輸署終於批准開辦本線，服務屯門富泰、兆康苑、屯門西部地區，方便沿線居民以較便宜的車費直達東涌、機場後勤區及機場。本路線的收費結構較其他龍運巴士路線為高。
- 2008年12月8日：E33P往機場方向加開06:35班次。
- 2008年12月14日：E33P往機場方向的07:40班次，提早至07:25開出。
- 2009年3月8日：E33P更改往機場方向的班次為05:15、06:00、06:25、06:50、07:10、07:30。
- 2009年10月19日下午起：E33P由機場開出之班次，於青麟路近五柳路增設分站。
- 2010年11月29日：E33P平日星期一至六的班次增加至7班。
- 2011年5月15日：本線及E33P線加價，E33全程由$13.6加至$13.9，E33P全程由$14加至$14.3；同日起，E33P往機場開出之班次，於青麟路近五柳路增設分站。
- 2012年3月25日：E33P平日往機場方向加開05:40班次；更改由機場開出之班次為17:30、17:55、18:20、18:50。
- 2013年5月9日：E33往機場方向增停屯門公路巴士轉乘站，轉乘優惠當時暫未提供[1]。
- 2013年5月1日：本線及E33P線加設青馬收費廣場往機場的分段收費$10.8。
- 2013年7月27日：E33往屯門方向增停屯門公路巴士轉乘站。
- 2013年10月12日：E33推出與九巴短途線於屯門公路轉車站的轉乘優惠，詳情如下：
  - 由E33線往屯門方向轉乘任何九巴路線往屯門、洪水橋、天水圍或元朗，第二程可減收$4.0；
  - 由任何九巴路線往市區方向轉乘E33線往機場，第二程可減收$4.0。
- 2014年9月1日：星期一至五加強服務，往機場（地面運輸中心）方向的班次增加06:35一班，並增設特別班次於05:15由寶怡花園開往機場。
- 2014年11月24日：星期一至六加強服務，往機場（地面運輸中心）方向的班次增加06:35一班及往兆康鐵路站的班次增加16:00一班，並增設特別班次於05:15由寶怡花園開往機場。
- 2015年3月9日：每日增加23:35及00:00兩班往兆康站方向的服務。
- 2015年3月21日：增設到站時間預報。[2]
- 2015年7月18日：E33P往兆康站方向的服務時間擴展至平日16:00-00:00及假日17:40-00:00。[3]
- 2016年9月19日：E33P往機場方向延長服務時間至13:00，星期一至六07:30至13:00及假日08:00至13:00時段，提供每半小時一班的服務。[4]
- 2016年12月12日：E33P往機場方向服務時間延長至18:00，往兆康站方向頭班車提早至14:30，並加強平日上午繁忙時間至每12-15分鐘一班及平日下午繁忙時間至每20分鐘一班[5]。
- 2020年12月28日，為配合屯門赤鱲角隧道通車：[6]
  - E33線來回程於海皇路與北大嶼山公路之間改經皇珠路、龍門路及屯門至赤鱲角連接路，不經屯門公路、汀九橋及青嶼幹線；原有屯門公路轉車站及青馬收費廣場分站將予以取消，並增設龍門居、新屯門中心、兆山苑及蝴蝶灣分站；
  - E33P線介乎青雲路與北大嶼山公路之間改經皇珠路、海皇路、湖山路、龍門路及屯門赤鱲角隧道公路，不經龍門居、新屯門中心、屯門公路、汀九橋及青嶼幹線；往機場方向取消原有富健花園、新屯門中心、湖山路兆山苑及青馬收費廣場分站，增設屯門泳池、龍門路兆山苑及蝴蝶灣分站；往兆康方向取消原有青馬收費廣場、湖山路兆山苑、新屯門中心及龍門站分站，增設蝴蝶灣、龍門路兆山苑及屯門泳池分站；
  - 兩線往機場方向，在離開暢連路（二號閘）後，改為直接駛入機場（地面運輸中心）巴士總站，不再經一號客運大樓（機場離境大堂）一帶。
  - 兩線收費由原本$13.9／$14.3下調至$12.0；惟往返東涌北的轉乘組合經扣減優惠後的總收費維持$13.9。
  - 增設臨時轉乘優惠乘搭E32A線往返東涌北，E32A線東涌總站會延長至東涌䌫車站（往東涌）/東堤灣畔（往葵芳），直至2021年6月20日。
  - E33P線往機場方向將試辦兩班車，分別於18:30及19:00由兆康南開出，試辦期至2021年3月31日，試辦結束後不獲續辦。[7]
- 2021年10月17日：E33P於湖山路增設兆山苑椰景閣（往機場方向）／蝴蝶灣體育館（往屯門方向）分站。[8]

## 服務時間及班次
E33
| 屯門市中心開     | 屯門市中心開 | 屯門市中心開 | 機場（地面運輸中心）開 | 機場（地面運輸中心）開 | 機場（地面運輸中心）開 |
| 日期             | 服務時間     | 班次（分鐘） | 日期                   | 服務時間               | 班次（分鐘）           |
| ---------------- | ------------ | ------------ | ---------------------- | ---------------------- | ---------------------- |
| 星期一至五       | 05:20-06:00  | 10           | 星期一至五             | 05:30-06:10            | 20                     |
| 星期一至五       | 06:00-07:42  | 8/9          | 星期一至五             | 06:10-07:01            | 17                     |
| 星期一至五       | 07:42-08:00  | 6            | 星期一至五             | 07:01-09:40            | 12-15                  |
| 星期一至五       | 08:00-09:00  | 10           | 星期一至五             | 09:40-11:00            | 20                     |
| 星期一至五       | 09:00-10:00  | 12           | 星期一至五             | 11:00-12:00            | 15                     |
| 星期一至五       | 10:00-11:00  | 10           | 星期一至五             | 12:00-13:00            | 20                     |
| 星期一至五       | 11:00-12:00  | 15           | 星期一至五             | 13:00-13:50            | 12/13                  |
| 星期一至五       | 12:00-13:00  | 10           | 星期一至五             | 14:10、14:30、14:45    | 14:10、14:30、14:45    |
| 星期一至五       | 13:00-14:00  | 12           | 星期一至五             | 15:00-16:00            | 12                     |
| 星期一至五       | 14:00-15:00  | 15           | 星期一至五             | 16:00-16:30            | 10                     |
| 星期一至五       | 15:00-20:00  | 20           | 星期一至五             | 16:30-17:28            | 6/7                    |
| 星期一至五       | 20:00-21:30  | 15           | 星期一至五             | 17:28-19:04            | 8                      |
| 星期一至五       | 21:30-00:00  | 25           | 星期一至五             | 19:04-19:34            | 10                     |
|                  |              |              | 星期一至五             | 19:34-20:34            | 15                     |
| 20:34-21:34      | 12           |              | 星期一至五             |                        |                        |
| 21:34-22:34      | 15           |              | 星期一至五             |                        |                        |
| 22:34-23:10      | 12           |              | 星期一至五             |                        |                        |
| 23:10-00:00      | 10           |              | 星期一至五             |                        |                        |
| 星期六           | 05:20-06:00  | 10           | 星期六                 | 05:30-06:10            | 20                     |
| 星期六           | 06:00-07:42  | 8/9          | 星期六                 | 06:10-07:01            | 17                     |
| 星期六           | 07:42-08:00  | 6            | 星期六                 | 07:01-09:40            | 12-15                  |
| 星期六           | 08:00-10:00  | 10           | 星期六                 | 09:40-13:00            | 20                     |
| 星期六           | 10:00-11:00  | 12           | 星期六                 | 13:00-14:00            | 15                     |
| 星期六           | 11:00-12:00  | 15           | 星期六                 | 14:00-15:00            | 20                     |
| 星期六           | 12:00-13:30  | 10           | 星期六                 | 15:00-16:00            | 12                     |
| 星期六           | 13:30-14:30  | 12           | 星期六                 | 16:00-16:30            | 10                     |
| 星期六           | 14:30-17:00  | 15           | 星期六                 | 16:30-17:28            | 6/7                    |
| 星期六           | 17:00-20:00  | 20           | 星期六                 | 17:28-19:04            | 8                      |
| 星期六           | 20:00-21:30  | 15           | 星期六                 | 19:04-19:34            | 10                     |
| 星期六           | 21:30-00:00  | 25           | 星期六                 | 19:34-21:34            | 12                     |
|                  |              |              | 星期六                 | 21:34-22:34            | 15                     |
| 22:34-23:10      | 12           |              | 星期六                 |                        |                        |
| 23:10-00:00      | 10           |              | 星期六                 |                        |                        |
| 星期日及公眾假期 | 05:20-05:46  | 13           | 星期日及公眾假期       | 05:30-07:10            | 20                     |
| 星期日及公眾假期 | 05:46-07:06  | 10           | 星期日及公眾假期       | 07:10-09:00            | 12/13                  |
| 星期日及公眾假期 | 07:06-08:00  | 9            | 星期日及公眾假期       | 09:00-10:00            | 15                     |
| 星期日及公眾假期 | 08:00-09:00  | 10           | 星期日及公眾假期       | 10:00-14:00            | 20                     |
| 星期日及公眾假期 | 09:00-12:00  | 15           | 星期日及公眾假期       | 14:00-15:00            | 15                     |
| 星期日及公眾假期 | 12:00-13:30  | 10           | 星期日及公眾假期       | 15:00-15:30            | 10                     |
| 星期日及公眾假期 | 13:30-14:30  | 12           | 星期日及公眾假期       | 15:30-16:42            | 9                      |
| 星期日及公眾假期 | 14:30-17:00  | 15           | 星期日及公眾假期       | 16:42-17:30            | 8                      |
| 星期日及公眾假期 | 17:00-20:00  | 20           | 星期日及公眾假期       | 17:30-18:40            | 10                     |
| 星期日及公眾假期 | 20:00-22:00  | 15           | 星期日及公眾假期       | 18:40-20:19            | 11                     |
| 星期日及公眾假期 | 22:00-23:00  | 20           | 星期日及公眾假期       | 20:19-22:34            | 15                     |
| 星期日及公眾假期 | 23:00-00:00  | 30           | 星期日及公眾假期       | 22:34-23:10            | 12                     |
|                  |              |              | 星期日及公眾假期       | 23:10-23:20            | 10                     |
| 23:20-00:00      | 8            |              | 星期日及公眾假期       |                        |                        |

E33P
| 兆康站開         | 兆康站開    | 兆康站開     | 機場（地面運輸中心）開 | 機場（地面運輸中心）開 | 機場（地面運輸中心）開 |
| 日期             | 服務時間    | 班次（分鐘） | 日期                   | 服務時間               | 班次（分鐘）           |
| ---------------- | ----------- | ------------ | ---------------------- | ---------------------- | ---------------------- |
| 星期一至六       | 05:15-06:15 | 15           | 星期一至六             | 14:30-17:30            | 30                     |
| 星期一至六       | 06:15-07:30 | 12-13        | 星期一至六             | 17:30-18:50            | 20                     |
| 星期一至六       | 07:30-18:00 | 30           | 星期一至六             | 19:20                  | 19:20                  |
|                  |             |              | 星期一至六             | 19:55-21:05            | 35                     |
| 21:05-23:35      | 30          |              | 星期一至六             |                        |                        |
| 00:00            |             |              | 星期一至六             |                        |                        |
| 星期日及公眾假期 | 05:15       | 05:15        | 星期日及公眾假期       | 14:30-17:00            | 30                     |
| 星期日及公眾假期 | 06:00-06:50 | 25           | 星期日及公眾假期       | 17:40、18:10、18:50    | 17:40、18:10、18:50    |
| 星期日及公眾假期 | 07:20       | 07:20        | 星期日及公眾假期       | 19:20-21:05            | 35                     |
| 星期日及公眾假期 | 08:00-18:00 | 30           | 星期日及公眾假期       | 21:05-23:35            | 30                     |
|                  |             |              | 星期日及公眾假期       | 00:00                  |                        |

E33P特別班次（寶怡花園 → 機場）
- 星期一至六：05:15

特別班次星期日及公眾假期不設服務

## 收費
E33(P)
全程：$12.4
- 東涌消防局往機場（地面運輸中心）：$4.5
- 蝴蝶灣往屯門市中心（E33）／兆康站 (南)（E33P）：$4.5

| - 本線設有12歲以下小童及65歲或以上長者半價優惠。 - 65歲或以上香港居民使用「樂悠咭」，以及12歲以下合資格殘疾兒童使用「殘疾人士身份」個人八達通繳付車資，均可享有每程$2.0或半價（以較低者為準）的票價優惠；12至64歲合資格殘疾人士使用「殘疾人士身份」個人八達通（包括「樂悠咭」），以及60至64歲香港居民使用「樂悠咭」繳付車資，均可享有每程$2.0或全費（以較低者為準）的票價優惠。 - 65歲或以上長者如使用長者或一般個人八達通繳付車資，則只可享有半價優惠；12至64歲合資格殘疾人士如不使用「殘疾人士身份」個人八達通，以及60至64歲人士如不使用「樂悠咭」繳付車資，必須繳付全費。 - 乘客可以現金或八達通於上車時付款，不設找續。 - 每位成人乘客可免費攜帶最多兩名4歲以下而不佔座位的兒童乘客乘車，超額之4歲以下小童必須繳付小童車費乘車。 - 持有「九巴月票」之乘客在車票有效期內，每日可享最多10程任何九龍巴士及龍運巴士路線（包括本路線，以及聯營路線的九龍巴士／龍運巴士提供的班次；惟乘搭機場「A」及「NA」線則可享原價二七折優惠（不會計算每天10次合資格車程））；而B1線則每日可享最多各2程（不會計算每天10次合資格車程）。 - 九龍巴士、城巴、龍運巴士及陽光巴士全職員工及家屬（不包括外判職員）可免費乘搭本路線，惟必須拍職員或職員家屬八達通。 - 乘客亦可透過多元化電子支付系統（e度嘟）繳付車資，包括使用非接觸式VISA卡、JCB卡、萬事達卡、銀聯卡、美國運通、大來國際、Discover Card、Apple Pay、Google Pay、Samsung Pay、AlipayHK「易乘碼」、支付寶、WeChatHK／微信支付「搭車碼」、銀聯雲閃付「乘車碼」及BOC Pay「乘車碼」。乘客使用此付款方式，使用此支付方式的乘客可享有中途下車之分段收費，以及與其他九巴／龍運獨營路線或聯營線九巴／龍運班次之轉乘優惠，惟不適用於與非九巴／龍運路線之轉乘優惠，亦不能享有「公共交通費用補貼計劃」及「長者及合資格殘疾人士公共交通票價優惠計劃」。 |

### 八達通轉乘優惠
乘客登上本線後指定時間內以同一張八達通卡轉乘以下路線，或從以下路線登車後指定時間內以同一張八達通卡轉乘本線，次程可獲車資折扣優惠：
E33系←→龍運A線，於屯門赤鱲角隧道轉車站轉乘
- A33、A33X、A34、A36或A37往機場 → E33系往機場，次程車資全免，轉乘時限為150分鐘
- E33系往屯門（只限於大嶼山登車者） → A33、A33X、A34、A36或A37往市區，回贈首程車資，轉乘時限為90分鐘

E33系←→E36A，於屯門赤鱲角隧道轉車站轉乘
- E33系往機場 → E36A往東涌，回贈首程車資，轉乘時限為150分鐘
- E36A往元朗（只限於大嶼山登車者）→ E33系往屯門，次程車資全免，轉乘時限為90分鐘

E33系←→S64、嶼巴3M、11、23、37、38系，次程可獲$1折扣優惠
- E33系往機場 → S64往逸東邨、嶼巴3M、11、23往南大嶼山、37任何方向或38/38P往逸東邨，轉乘時限為150分鐘
- S64往機場、嶼巴3M、11、23往東涌、37任何方向或38/38P往東涌站 → E33系往屯門，轉乘時限為90分鐘

E33系←→城巴S52，次程可獲$0.5折扣優惠
- E33系往機場 → S52往飛機維修區，轉乘時限為150分鐘
- S52往逸東邨 → E33系往屯門，轉乘時限為90分鐘

## 用車
現時，E33/E33P線共獲派18輛雙層巴士行走, E33用12部車﹑E33P用6部車行走。

## 行車路線
E33
屯門市中心開經：屯門鄉事會路、海珠路、海皇路、皇珠路、龍門路、屯門赤鱲角隧道公路、順朗路、北大嶼山公路、東涌東交匯處、裕東路、順東路、赤鱲角南路、駿運路、駿運路交匯處、航膳西路、駿運路交匯處、觀景路、東岸路、機場路及暢連路。
機場（地面運輸中心）開經：暢連路、機場南交匯處、機場路、東岸路、觀景路、駿明路、觀景路、駿運路交匯處、航膳西路、駿運路交匯處、駿運路、駿坪路、赤鱲角南路、順東路、達東路、順東路、裕東路、東涌東交匯處、北大嶼山公路、順朗路、屯門赤鱲角隧道公路、龍門路、皇珠路、海皇路、海珠路、屯門鄉事會路、屯興路、屯喜路及屯匯街。
E33P
兆康站（南）開經：青山公路（新墟段、嶺南段）、藍地交匯處、青麟路、震寰路、鳴琴路、田景路、鳴琴路、青雲路、皇珠路、海皇路、湖山路、龍門路、屯門赤鱲角隧道公路、順朗路、北大嶼山公路、東涌東交匯處、裕東路、順東路、赤鱲角南路、駿運路、駿運路交匯處、航膳西路、駿運路交匯處、觀景路、東岸路、機場路及暢連路。
機場（地面運輸中心）開經：暢連路、機場南交匯處、機場路、東岸路、觀景路、駿明路、觀景路、駿運路交匯處、航膳西路、駿運路交匯處、駿運路、駿坪路、赤鱲角南路、順東路、達東路、順東路、裕東路、東涌東交匯處、北大嶼山公路、順朗路、屯門赤鱲角隧道公路、龍門路、湖山路、海皇路、皇珠路、青雲路、鳴琴路、田景路、鳴琴路、震寰路、青麟路、藍地交匯處及青山公路（嶺南段、新墟段）。

### 沿線車站

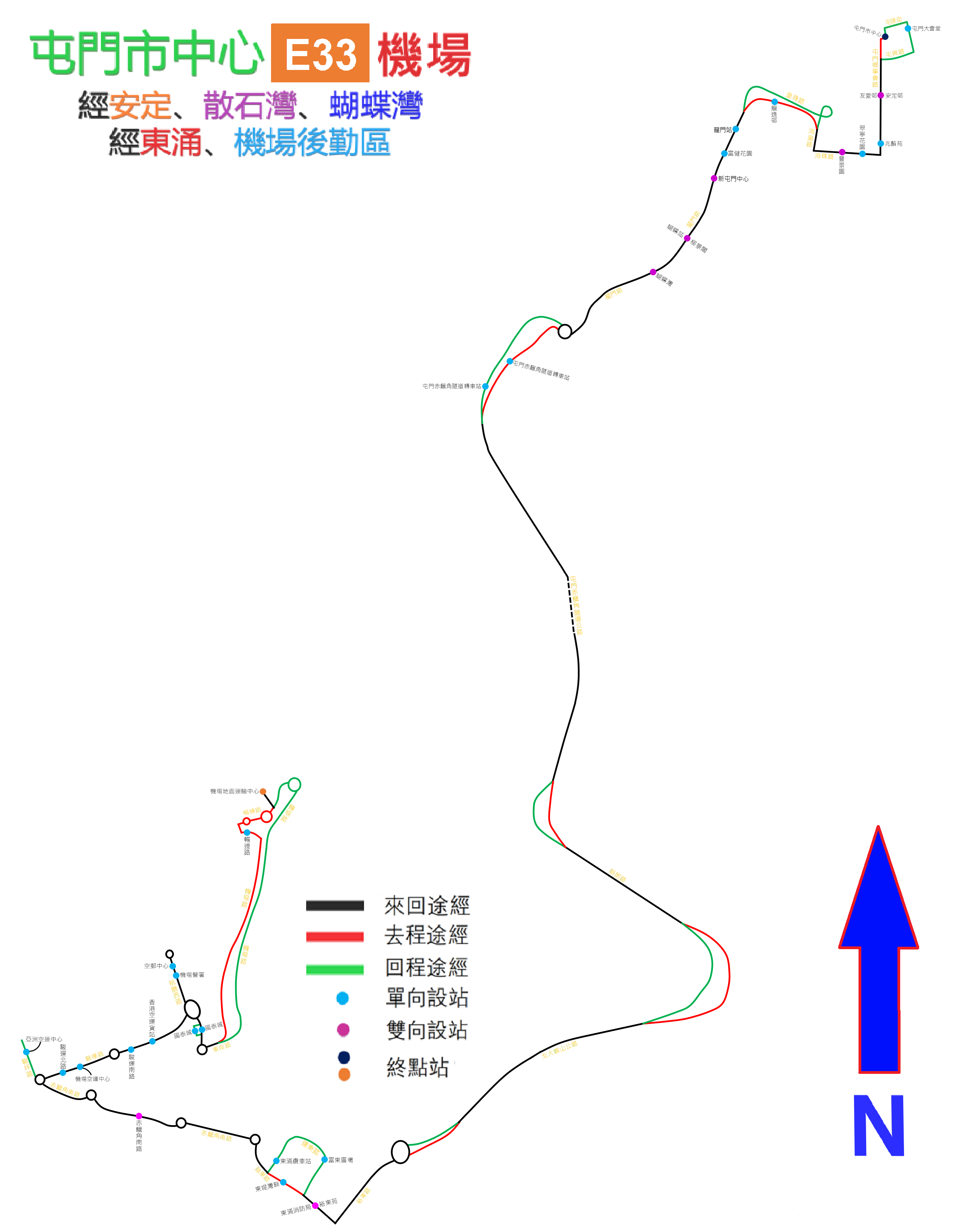
龍運巴士E33線的走線圖

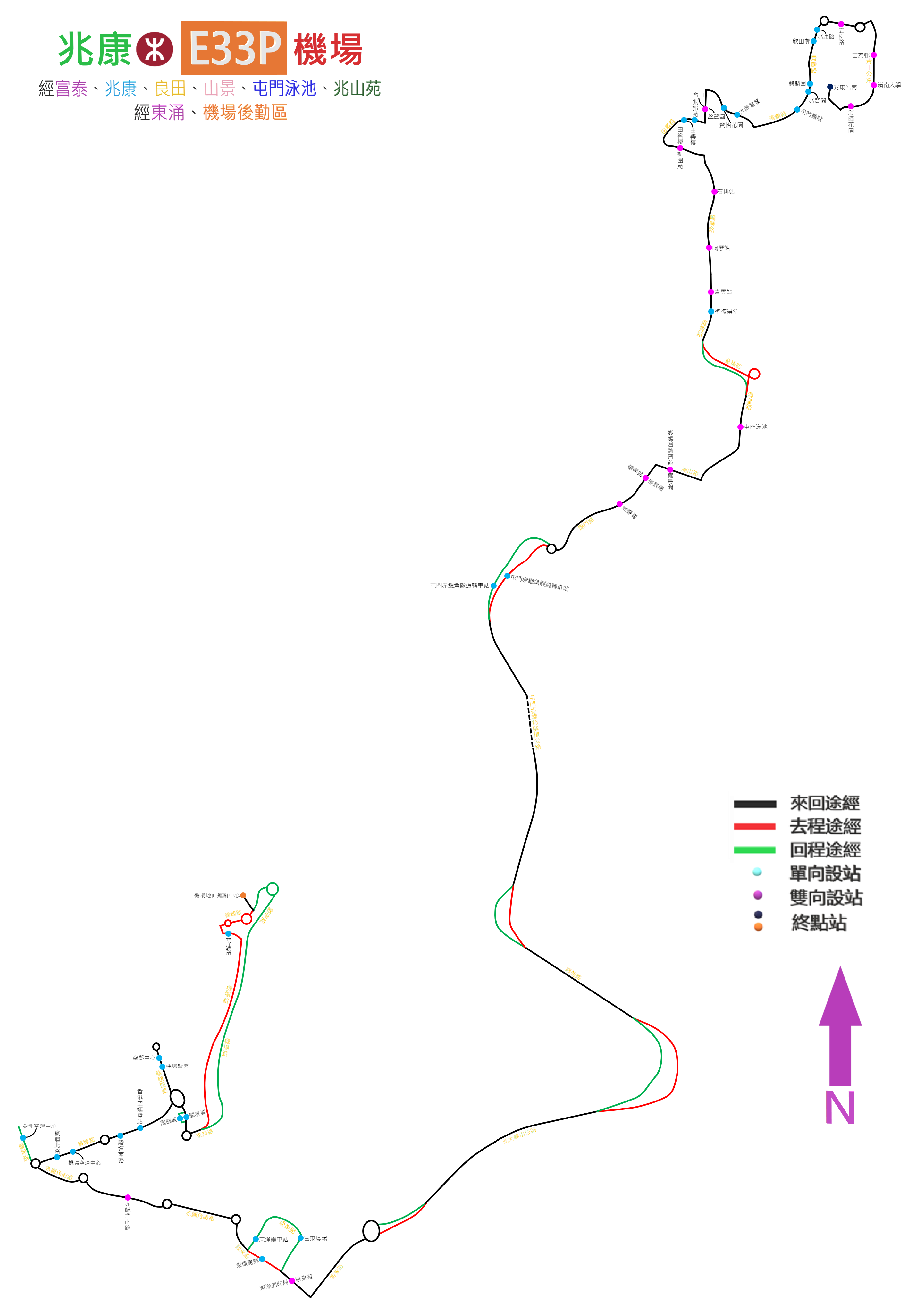
龍運巴士E33P線的走線圖

E33
| 屯門市中心開 | 屯門市中心開                 | 屯門市中心開                 | 機場（地面運輸中心）開 | 機場（地面運輸中心）開       | 機場（地面運輸中心）開       |
| 序號         | 車站名稱                     | 位置                         | 序號                   | 車站名稱                     | 位置                         |
| ------------ | ---------------------------- | ---------------------------- | ---------------------- | ---------------------------- | ---------------------------- |
| 1            | 屯門市中心巴士總站           | 屯門市中心公共運輸交匯處     | 1                      | 機場（地面運輸中心）巴士總站 | 機場（地面運輸中心）巴士總站 |
| 2            | 安定邨                       | 屯門鄉事會路                 | 2                      | 國泰城                       | 駿明路                       |
| 3            | 兆麟苑                       | 屯門鄉事會路                 | 3                      | 機場警署                     | 航膳西路                     |
| 4            | 豐景園                       | 海珠路                       | 4                      | 駿運南路                     | 駿運路                       |
| 5            | 龍逸邨                       | 皇珠路                       | 5                      | 機場空運中心                 | 駿運路                       |
| 6            | 富健花園                     | 龍門路                       | 6                      | 亞洲空運中心                 | 駿坪路                       |
| 7            | 新屯門中心                   | 龍門路                       | 7                      | 赤鱲角南路                   | 赤鱲角南路                   |
| 8            | 兆山苑柳景閣                 | 龍門路                       | 8                      | 東涌纜車站                   | 達東路                       |
| 9            | 蝴蝶灣                       | 龍門路                       | 9                      | 富東廣場                     | 達東路                       |
| 10           | 屯門赤鱲角隧道轉車站（A3）   | 屯門赤鱲角隧道               | 10                     | 裕東苑                       | 順東路                       |
| 11           | 東涌消防局                   | 順東路                       | 11                     | 屯門赤鱲角隧道轉車站（T2）   | 屯門赤鱲角隧道               |
| 12           | 東堤灣畔                     | 順東路                       | 12                     | 蝴蝶灣                       | 龍門路                       |
| 13           | 赤鱲角南路                   | 赤鱲角南路                   | 13                     | 蝴蝶站                       | 龍門路                       |
| 14           | 駿運北路                     | 駿運路                       | 14                     | 新屯門中心                   | 龍門路                       |
| 15           | 香港空運貨站                 | 駿運路                       | 15                     | 龍門站                       | 龍門路                       |
| 16           | 空郵中心                     | 航膳西路                     | 16                     | 豐景園                       | 海珠路                       |
| 17           | 國泰城                       | 觀景路                       | 17                     | 翠寧花園                     | 海珠路                       |
| 18           | 暢連路                       | 暢連路                       | 18                     | 友愛邨                       | 屯門鄉事會路                 |
| 19           | 機場（地面運輸中心）巴士總站 | 機場（地面運輸中心）巴士總站 | 19                     | 屯門大會堂                   | 屯喜路                       |
|              |                              |                              | 20                     | 屯門市中心巴士總站           | 屯門市中心公共運輸交匯處     |

E33P
| 兆康站開 | 兆康站開                     | 兆康站開                     | 機場（地面運輸中心）開 | 機場（地面運輸中心）開       | 機場（地面運輸中心）開       |
| 序號     | 車站名稱                     | 位置                         | 序號                   | 車站名稱                     | 位置                         |
| -------- | ---------------------------- | ---------------------------- | ---------------------- | ---------------------------- | ---------------------------- |
| 1*       | 兆康站巴士總站               | 兆康站（南）公共運輸交匯處   | 1                      | 機場（地面運輸中心）巴士總站 | 機場（地面運輸中心）巴士總站 |
| 2*       | 彩暉花園                     | 青山公路－嶺南段             | 2                      | 國泰城                       | 駿明路                       |
| 3*       | 嶺南大學                     | 青山公路－嶺南段             | 3                      | 機場警署                     | 航膳西路                     |
| 4*       | 富泰邨                       | 青山公路－嶺南段             | 4                      | 駿運南路                     | 駿運路                       |
| 5*       | 五柳路                       | 青麟路                       | 5                      | 機場空運中心                 | 駿運路                       |
| 6*       | 兆康路                       | 青麟路                       | 6                      | 亞洲空運中心                 | 駿坪路                       |
| 7*       | 兆康苑兆賢閣                 | 青麟路                       | 7                      | 赤鱲角南路                   | 赤鱲角南路                   |
| 8*       | 屯門醫院                     | 青麟路                       | 8                      | 東涌纜車站                   | 達東路                       |
| 9        | 寶怡花園                     | 震寰路                       | 9                      | 富東廣場                     | 達東路                       |
| 10       | 盈豐園                       | 鳴琴路                       | 10                     | 裕東苑                       | 順東路                       |
| 11       | 田景邨田樂樓                 | 田景路                       | 11                     | 屯門赤鱲角隧道轉車站（T2）   | 屯門赤鱲角隧道               |
| 12       | 田景邨田裕樓                 | 田景路                       | 12                     | 蝴蝶灣                       | 龍門路                       |
| 13       | 石排站                       | 鳴琴路                       | 13                     | 蝴蝶站                       | 龍門路                       |
| 14       | 鳴琴站                       | 鳴琴路                       | 14                     | 蝴蝶灣體育館                 | 湖山路                       |
| 15       | 青雲站                       | 青雲路                       | 15                     | 屯門泳池                     | 海皇路                       |
| 16       | 聖彼得堂                     | 青雲路                       | 16                     | 青雲站                       | 青雲路                       |
| 17       | 屯門泳池                     | 海皇路                       | 17                     | 鳴琴站                       | 鳴琴路                       |
| 18       | 兆山苑椰景閣                 | 湖山路                       | 18                     | 石排站                       | 鳴琴路                       |
| 19       | 兆山苑柳景閣                 | 龍門路                       | 19                     | 新圍苑                       | 田景路                       |
| 20       | 蝴蝶灣                       | 龍門路                       | 20                     | 兆邦苑                       | 田景路                       |
| 21       | 屯門赤鱲角隧道轉車站（A3）   | 屯門赤鱲角隧道               | 21                     | 寶田                         | 鳴琴路                       |
| 22       | 東涌消防局                   | 順東路                       | 22                     | 大興警署                     | 震寰路                       |
| 23       | 東堤灣畔                     | 順東路                       | 23                     | 麒麟圍                       | 青麟路                       |
| 24       | 赤鱲角南路                   | 赤鱲角南路                   | 24                     | 欣田邨                       | 青麟路                       |
| 25       | 駿運北路                     | 駿運路                       | 25                     | 五柳路                       | 青麟路                       |
| 26       | 香港空運貨站                 | 駿運路                       | 26                     | 富泰邨                       | 青山公路－嶺南段             |
| 27       | 空郵中心                     | 航膳西路                     | 27                     | 嶺南大學                     | 青山公路－嶺南段             |
| 28       | 國泰城                       | 觀景路                       | 28                     | 彩暉花園                     | 青山公路－嶺南段             |
| 29       | 暢連路                       | 暢連路                       | 29                     | 兆康站巴士總站               | 兆康站（南）公共運輸交匯處   |
| 30       | 機場（地面運輸中心）巴士總站 | 機場（地面運輸中心）巴士總站 |                        |                              |                              |

註：特別班次不停有 * 號之路段

## 客量
由於本線是屯門區其中一條能前往大嶼山及機場的全日路線，因此客量維持極高水平，繁忙時間經常出現全車客滿情況。
而比起豪華機場巴士路線A33/A33X線，E33/E33P線歷史更悠久、走線更直接、班次更緊密、收費更便宜；在深入民心的情況之下，E33/E33P線是屯門區居民在的士以外的一個主要選擇。E33/E33P線服務範圍以外（如景峰花園、良景邨）的乘客，都會因A33/A33X線收費昂貴、班次疏落等原因而改搭九巴到屯門公路轉車站或乘輕鐵／港鐵巴士K58線到屯門市中心轉乘E33線或到屯門兆康站轉乘E33P線前往東涌區及機場。
由於E33客量極高及不能服務屯門碼頭及良田兆康一帶的居民，因此不少市民及區議員都爭取E33P線至全日行走。即使有區議員建議在非繁忙時間維持30分鐘一班，惟龍運以車隊不足為由，拒絕加強此線服務。經區議會多番討論後，最終在2015-2016年度巴士路線發展計劃中，E33P線被建議分階段延長服務時間，由上午延長至中午及傍晚時分，方便區內居民或旅客前往機場後勤區上班或機場客運大樓。
惟屯門赤鱲角公路通車後，E33線在停豐景園站後需加經龍門居至蝴蝶灣；E33P線則須繞經屯門泳池，來回程更需兩度跨越屯門河，加上E33/E33P線收費只平A線$3.3，而且不再途經一號客運大樓，使本線客量得以分流。
為了與輕鐵競爭，E33/E33P線由蝴蝶灣往屯門區更設有廉宜的分段收費$4.5，比九巴258D線分段收費、輕鐵及港鐵巴士還要便宜，在龍門路開始都有大量乘客上車往屯門區。

## 事件
E33
2016年3月16日：下午2時許，一輛往屯門市中心方向的富豪B9TL於汲水門大橋行駛期間，車身突然撞壆，左邊下層車身的車門及車窗玻璃全部爆裂。4名乘客因走避不及，被碎片濺及，3名乘客送院治理，另1名傷者自行到診所求醫。
2019年2月25日：於北大嶼山公路意外撞向兩輛私家車，肇事巴士車頭及上車門嚴重損毀。
E33P
2013年6月9日晚上六時許，在鳴琴路撞倒路旁一截樹椏，一名男乘客頭部受傷。
2017年9月30日晚上十一時許，在駿運南路近機場空運中心對開迴旋處撞向一輛中型貨車車尾，巴士車頭嚴重毀爛，左邊車身被削開，事件中有一男一女乘客受傷。

## 外部連結
- 龍運E33線官方網站路線資料 （页面存档备份，存于）
- 龍運E33P線官方網站路線資料 （页面存档备份，存于）
- 龍運E33、E33P線詳細時間表 （页面存档备份，存于）
- E33路線介紹 （页面存档备份，存于）
- 2020年12月28日前的E33路線介紹
- E33P路線介紹 （页面存档备份，存于）
- 2020年12月28日前的E33P路線介紹